# Senecio madagascariensis
Séneçon de Madagascar
Espèce
Senecio madagascariensis, le Séneçon de Madagascar, est une espèce de plantes à fleurs dicotylédones de la famille des Asteraceae, de la sous-famille des Asteroideae, originaire d'Afrique australe et de Madagascar. Ce sont des plantes herbacées vivaces pouvant atteindre 60 cm de haut, aux capitules jaunes, se reproduisant par graines. L'espèce s'est naturalisée en Australie et en Amérique du Sud et est considérée comme envahissante dans certaines régions.
Comme d'autres espèces du genre Senecio, la plante contient des alcaloïdes pyrrolizidinique et est toxique pour le bétail.
Pour certains auteurs, Senecio madagascariensis serait conspécifique avec Senecio inaequidens. Les deux espèces, originaires d’Afrique australe, sont difficiles à distinguer par leurs caractères morphologiques, se distinguant surtout par leur cytotype, diploïde pour S. madagascariensis et tétraploïde pour S. inaequidens, et devraient être classées dans le complexe d'espèces Senecio inaequidens.

## Description

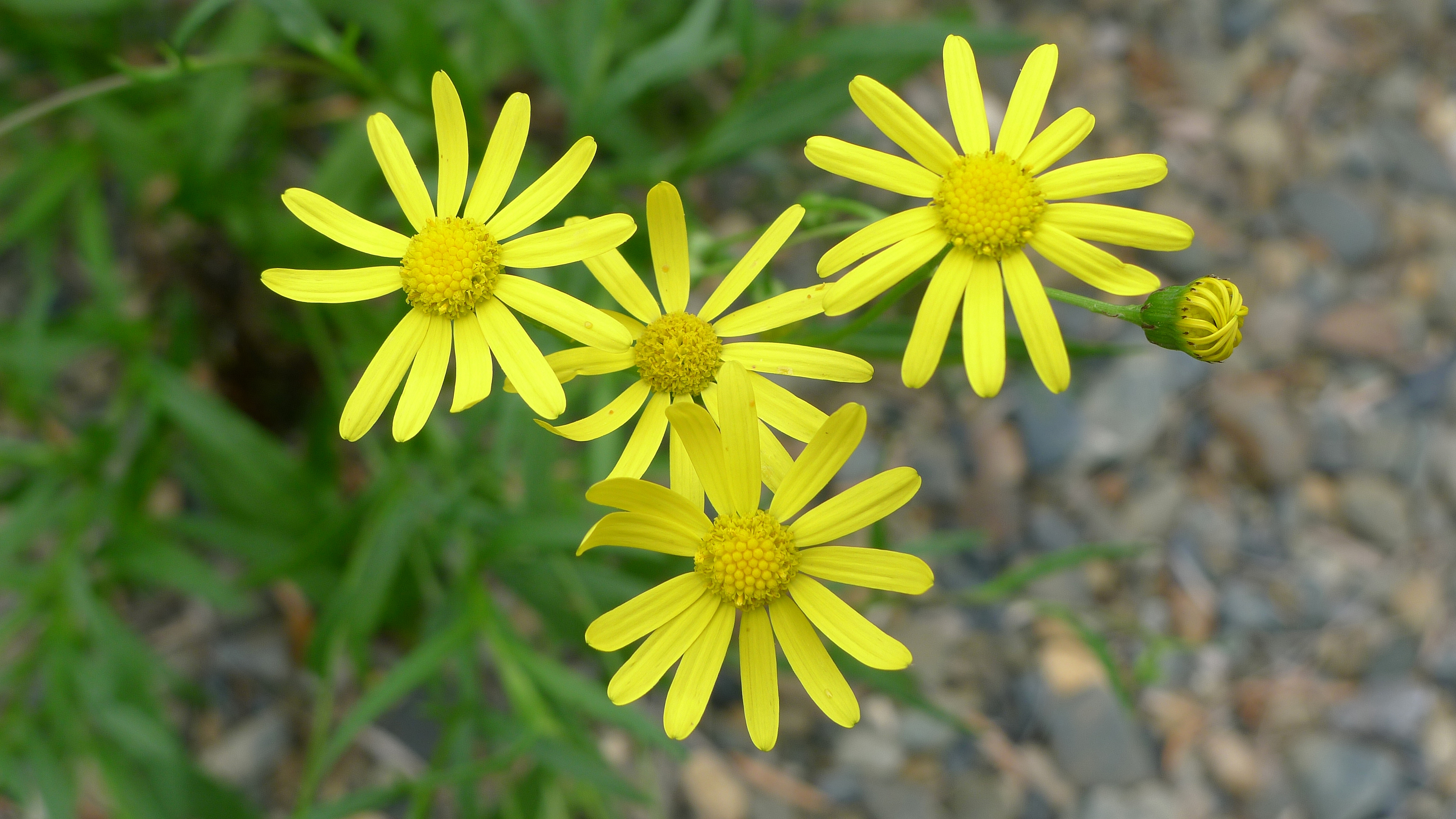
Fleurs.
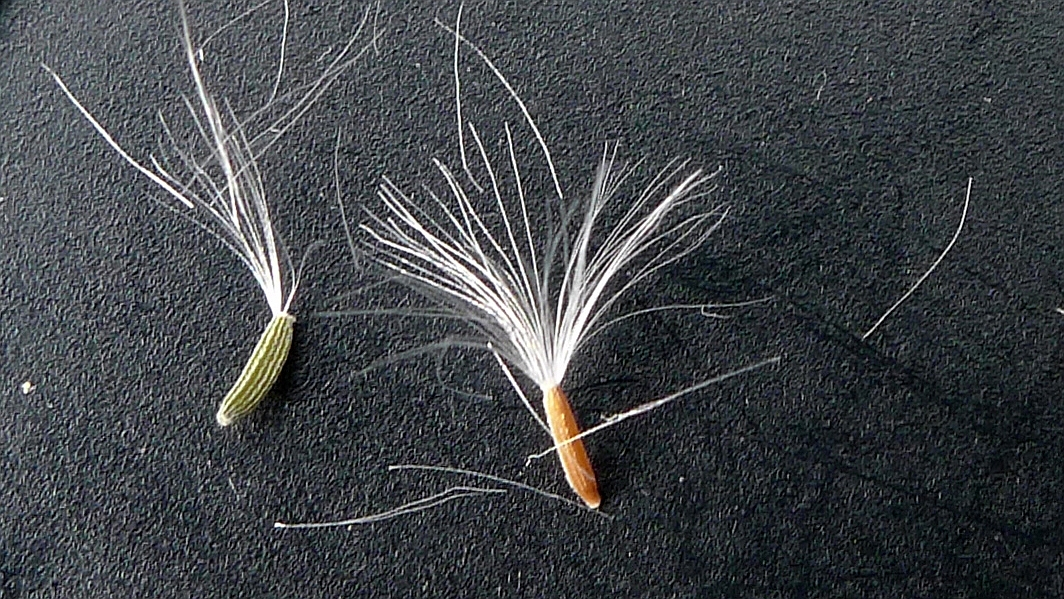
Fruits.
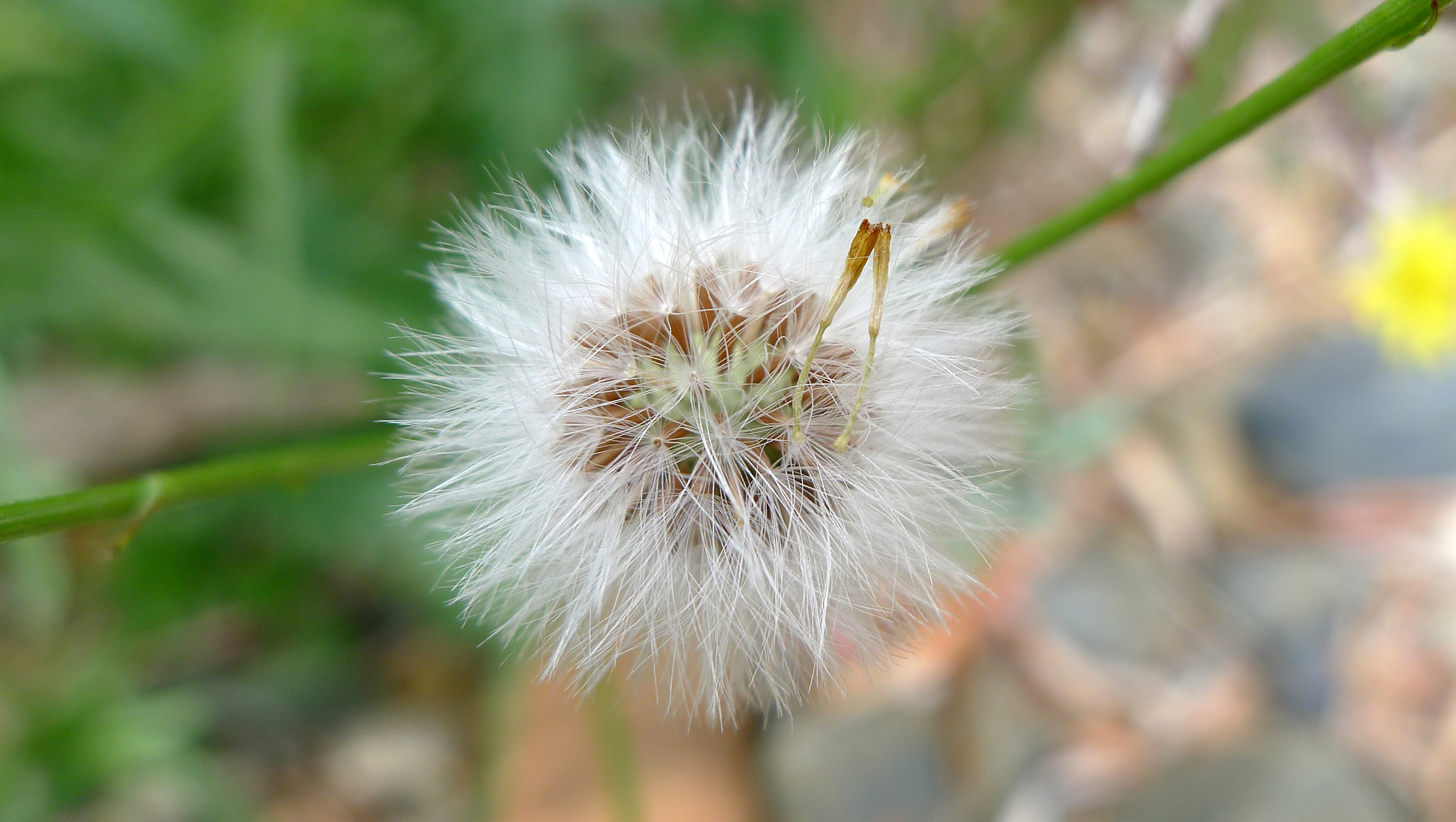
Séneçon de Madagascar en fruits.
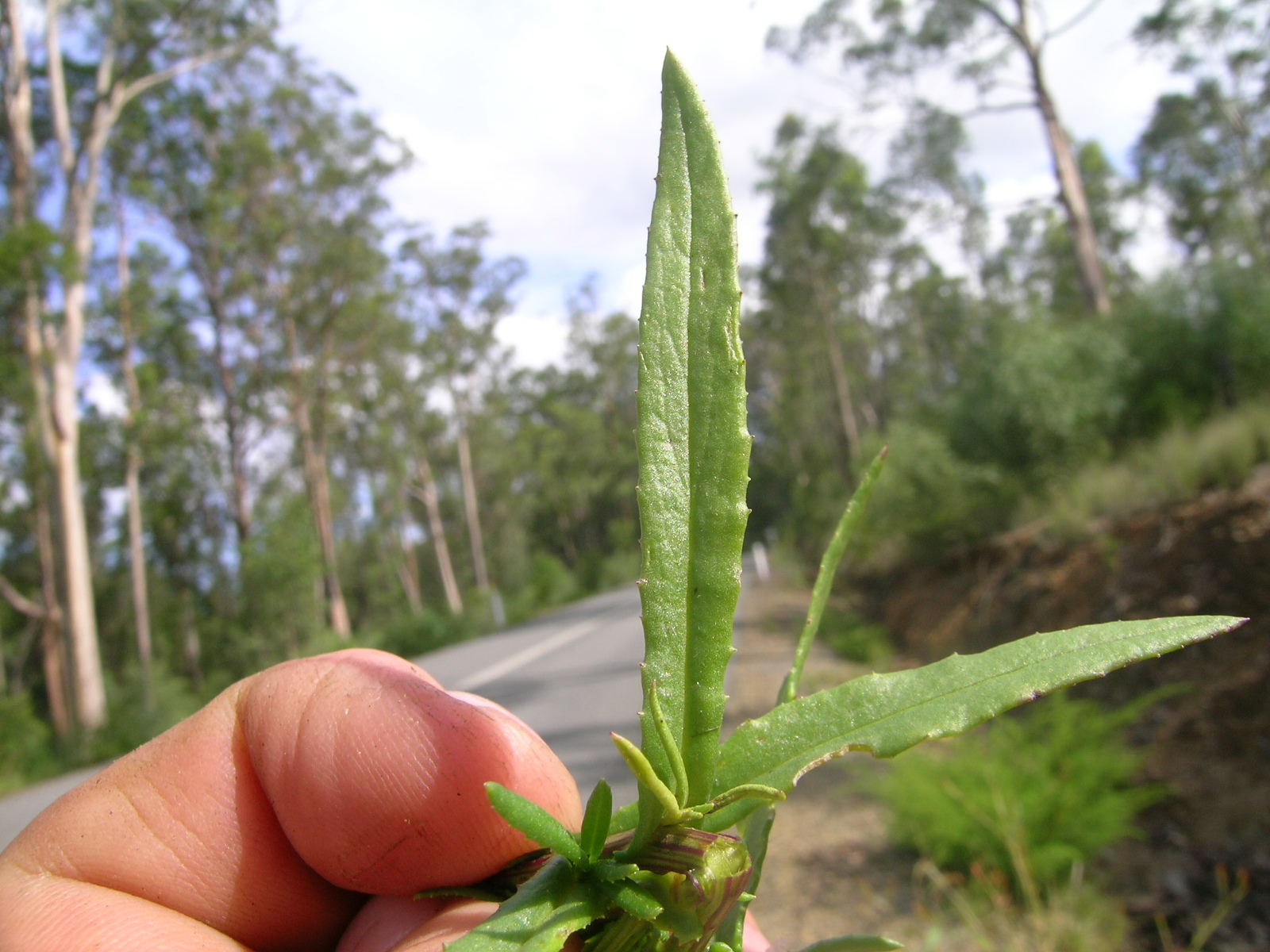
Détail des feuilles.
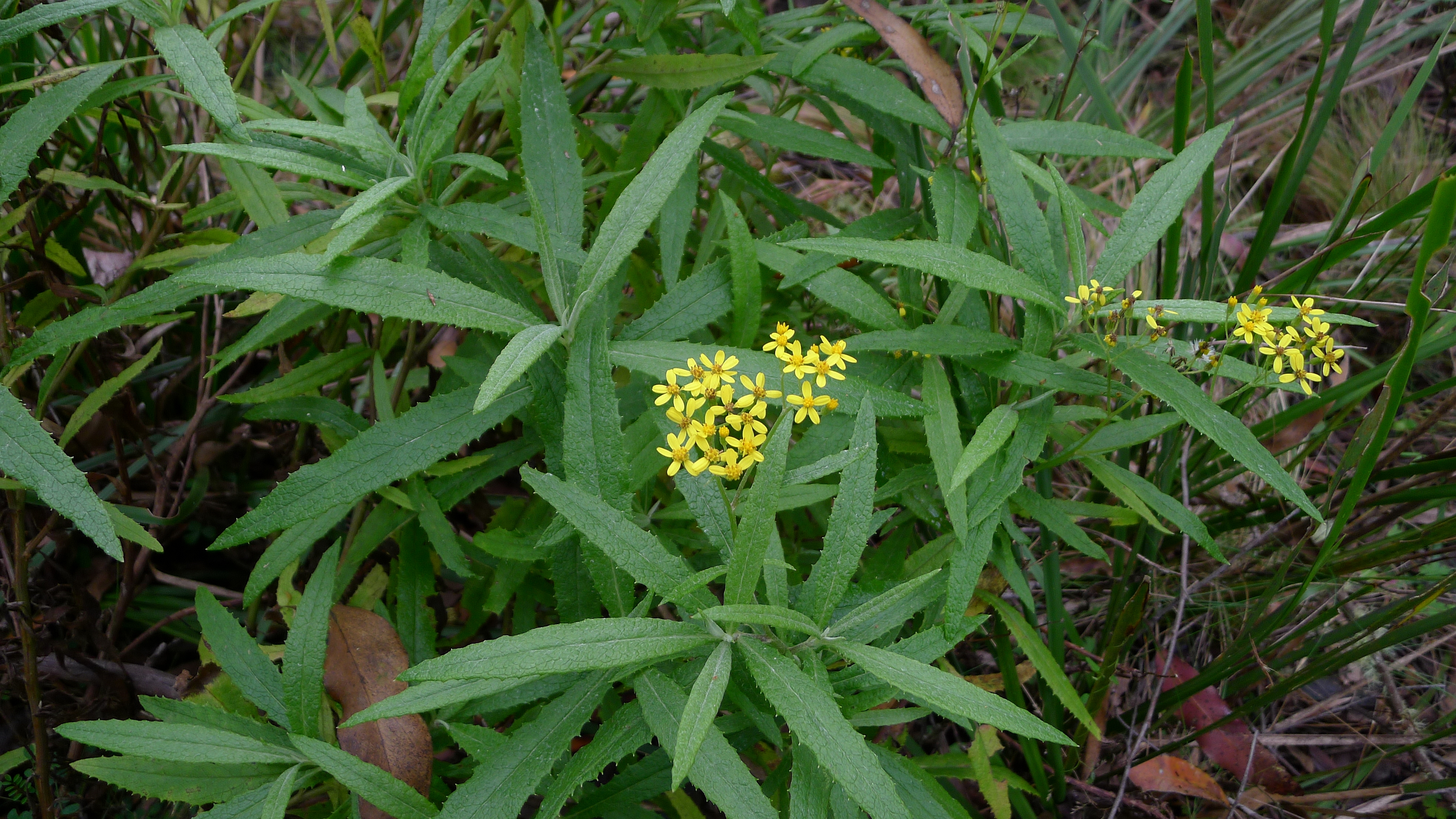
Pieds en fleurs.

## Taxinomie

### Synonymes
- Senecio bakeri Scott-Elliot (synonyme ambigu)
- Senecio incognitus Cabrera
- Senecio junodianus O.Hoffm.
- Senecio ruderalis Harv.[3]

### Variétés
Selon Catalogue of Life (27 octobre 2020) :
- Senecio madagascariensis var. boutoni
- Senecio madagascariensis var. crassifolius